# Théodore Turrettini

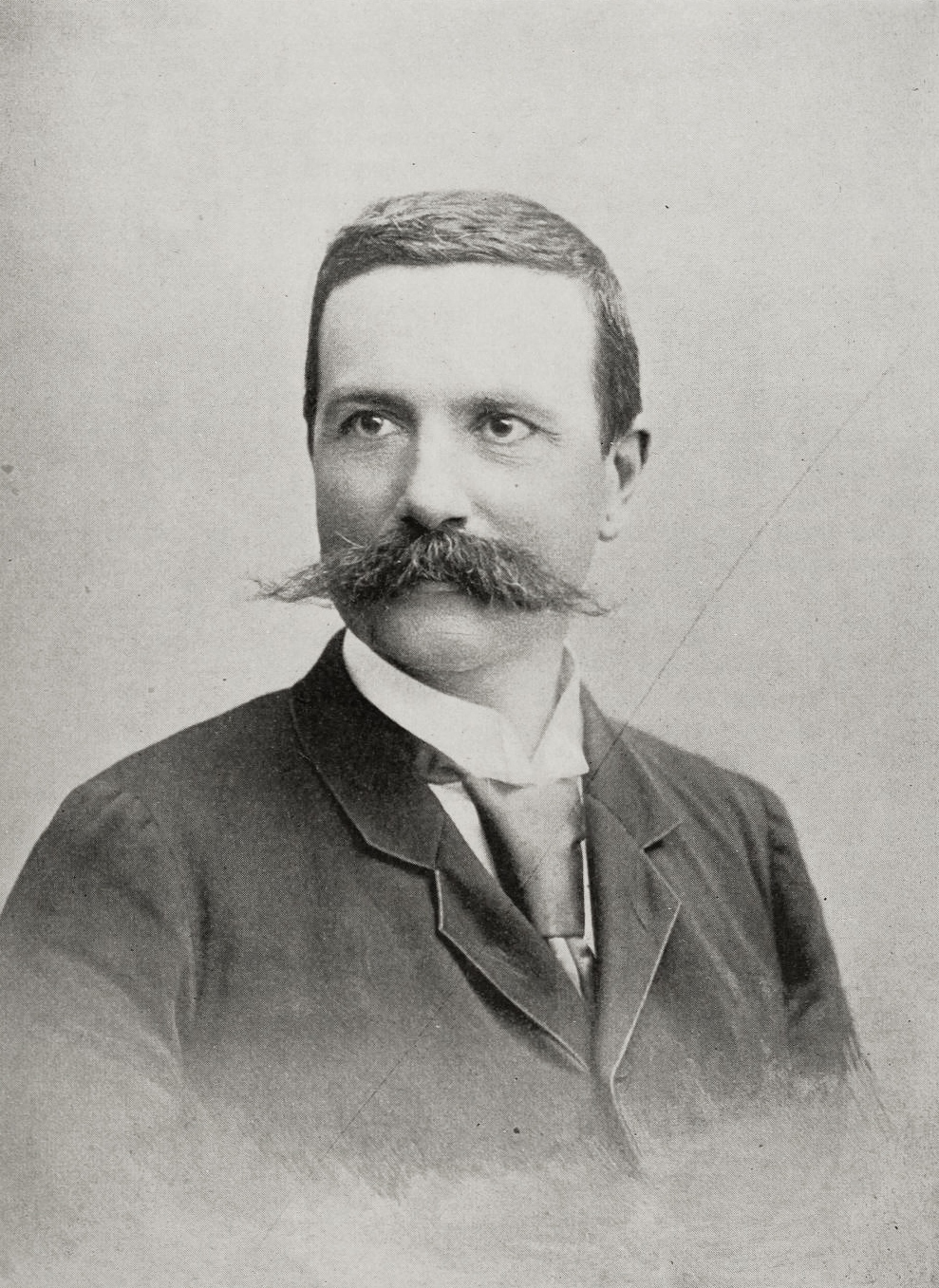
Théodore Turrettini ungefähr 1895

Théodore Turrettini (* 27. April 1845 in Genf; † 6. Oktober 1916 in Genf) war ein Schweizer Ingenieur und Politiker.

## Biografie
Die Familie Turrettini war als italienische Protestante im 16. Jahrhundert nach Genf immigriert. Zu seinen Vorfahren zählt Jean-Alphonse Turrettini. Sein Vater war der Bankier Alfons Theodor Albert Turrettini (1812–1891) und seine Mutter Marie-Anne-Charlotte, geb. Rigaud (1821–1876). Sein Onkel war der Altphilologe und Politiker Auguste Turrettini.
Théodore Turrettini besuchte die Ingenieurschule der Universität Lausanne, machte ein Praktikum in einer Frankfurter Werkstatt und kam nach Berlin zu Siemens & Halske, die er zu «preussisch militärisch» empfand. Nach seiner Heimkehr war er kurzzeitig in Paris bei Hippolyte Fontaine, der sich mit der Stromübertragung beschäftigte.
1870 wurde ihm die Leitung der neu gegründeten Société genevoise pour la construction d'instruments de physique (SIP), die Bohrmaschinen für den Gotthardtunnel, Eismaschinen und Präzisionsmaschinen herstellte. Nach einem zweimonatigen Aufenthalt bei Edison in New York zusammen mit Dollfuß und René Thury begann Turrettini selbst mit Versuchen zur elektrischen Beleuchtung. Er heiratete Margarete Catherine Favre, die Tochter von Alphonse Favre.
Nachdem Turrettini 1882 in den Stadtrat gewählt worden war, leitete er dort als Vorsteher der Industrieabteilung den Bau der Usine de la Coulouvrenière an der Rhone, dem ersten Wasserkraftwerk der Stadt Genf, das 1890 mit einem Pumpspeicher ergänzt wurde. Von 1893 bis 1896 widmete sich Turettini dem Bau der Usine de Chèvres, einem weiteren Laufwasserkraftwerk an der Rhone, das bei der Inbetriebnahme das grösste Laufwasserkraftwerk der Welt war.
Als die USA das Niagara-Kraftwerk plante, wurde er neben Lord Kelvin und Eleuthère Mascart in die internationale Niagara-Kommission gewählt. Die Firmen Cuénod & Sautter und Faesch & Piccard wurden mit Aufträgen zur Lieferung der Turbinen und deren Regler bedacht. Seine Berufung zum leitenden Ingenieur schlug er aus, wurde aber bis 1899 mit beratenden Funktionen betraut.
Er wirkte bei der Schweizerische Landesausstellung 1883 in Zürich mit und bei der elektrischen Beleuchtung der Wiener Oper 1884 sowie des Theaters von Genf ab März 1896. Danach kehrte er zur SIP zurück und ging um 1906 gesundheitsbedingt in den Ruhestand.
1901 wurde er als Demokrat in das Kantonsparlament und 1906 in den Nationalrat gewählt; ihm folgte Louis Willemin 1911 in den Nationalrat. Aus dem Verwaltungsrat war er 1902 und aus dem Stadtrat 1910 ausgeschieden.
Turrettini ist auf dem Cimetière des Rois bestattet.